# Miquel Adlert
Miquel Adlert i Noguerol, né à Paterna (province de Valence) en 1911 et mort à Valence en 1988, est un écrivain espagnol valencianiste.

## Biographie
Membre de la haute bourgeoisie et avec de profondes convictions chrétiennes, il étudie le Droit à l'université de Valence. En 1935 il fonde Acció Nacionalista Valenciana.
Après la guerre civile il devient l'un des dirigeants de l'institution Lo Rat Penat ; il tente de reconstituer le parti en tant que part intégrante du  Movimiento Nacional, tout en établissant des contacts avec des membres de la Lliga catalana et de l'UDC, mais il est
dissous en 1940 sur ordre du gouvernement franquiste[réf. nécessaire].
En 1944 il fonde à Valence avec Xavier Casp Editorial Torre, qui fait connaître une grande partie des écrivains valenciens d'après-guerre, ainsi que la revue Esclat en 1948.
Pendant le franquisme, il est juge à Morella (Castellón)
En 1956 il commence à manifester son opposition aux nouvelles idées défendues par le jeune Joan Fuster, débouchant sur une rupture définitive après la publication de l'influent essai de ce dernier, Nosaltres, els valencians, en 1962.
Au début des années 1970, Comme Casp il se rapproche de positions anticatalanistes et blavéristes, prônant désormais le sécessionnisme linguistique entre valencien et catalan, rejette l'expression de Pays catalans défendue par Fuster et revendique les institutions de l'ancien royaume de Valence comme symbole identitaire fort et à reconquérir. Il met en particulier en avant Francesc de Vinatea comme personnalité phare de l'identité valencienne.
Après la fin du franquisme, le processus de transition démocratique étant lancé, il devient une figure de référence du mouvement blavériste, notamment en participant à l'élaboration des Normes del Puig, normes sécessionnistes défendues par la Real Acadèmia de Cultura Valenciana.
Il meurt à Valence en 1988.

## Œuvres
- I la pau (1953)
- El salze a la sendera (1953)
- Cor al nu (1956)
- En defensa de la llengua valenciana (1977)
- De la meua catacumba (1984)
- El compromis de Casp, qüestio juridica (1984)
- Del periodisme meu (1984)